# Laval Virtual
Laval Virtual est depuis 1999 un salon sur l’innovation et les nouvelles technologies et orienté sur la réalité virtuelle et la réalité augmentée. 
Organisé par l'association Laval Virtual, il se tient chaque année en France, à Laval (Mayenne) en Mayenne (département) entre mars et avril. 

## Historique
Créé en 1999 sous l’impulsion de l’ancien ministre de la Recherche et maire de Laval, François d'Aubert, le concept de Laval Virtual (imaginé par Bernard Taravel, Professeur à l'Université d'Angers, co-créateur du Futuroscope, Guy Le Bras, directeur général du GART et Simon Richir, Professeur aux Arts et Métiers ParisTech) est alors de réunir sur un même lieu, un grand nombre d’acteurs de la réalité Virtuelle, allant de l’enseignement à la recherche en passant par les entreprises et le grand public.
La mise en œuvre de Laval Virtual fut confiée à Jean-François Fontaine qui en assura la direction générale de 1999 jusqu’à son dixième anniversaire en 2008. Il est ensuite remplacé par Matthieu Lépine de 2009 à 2012 puis par Laurent Chrétien jusqu'en juillet 2022. Depuis septembre 2022, c'est Alexandre Bouchet qui est à la direction de l'association. 
À sa première édition en juin 1999, Laval Virtual a accueilli un peu moins de 10 000 participants professionnels et grand public, avec une forte participation des universités japonaises, et 30 exposants.
Au fil des éditions, le salon ne présente plus seulement la réalité virtuelle dans son ensemble mais également la réalité augmentée, l'interaction 3D, la robotique, l'intelligence artificielle, les vidéos volumétriques, la biométrie, la capture de mouvement, la reconnaissance automatique de la parole, l'interface neuronale directe (BCI) et d'autres technologies. 
À partir de 2013, le salon augmente sa surface chaque année. Il suit logiquement la progression de la réalité virtuelle et de la réalité augmentée qui connait une forte croissance. Le marché de la réalité virtuelle s’ouvre grandement car les prix deviennent beaucoup plus accessibles qu’auparavant, avec des casques autour des 600 €, et plus nombreux. En 2012 le premier casque Oculus sort, une version développeur qui marque les esprits puisque la société est rachetée par Facebook en 2014 pour 2 milliards de dollars. L’année suivante représente la démocratisation de la réalité virtuelle, avec l’arrivée de grands groupes sur le marché comme Google, Microsoft et le Groupe Samsung. À partir de là, de nombreux appareils sortent, à la fois pour les professionnels et le grand public, à l’image de l’HTC Vive, de l’Microsoft HoloLens et le PlayStation VR en 2016. L’apparition et le développement des CAVE est aussi un signe de l’augmentation et la démocratisation du marché de la réalité virtuelle. En 2014, 14 expériences de CAVE étaient présentes sur le salon Laval Virtual.
L’évolution du salon continue : en 2017, Laval Virtual a ouvert ses portes à 240 exposants et 17 000 visiteurs sur 7 000 m2 d'espace. Pour la 20e édition en 2018, le salon attire 18 000 visiteurs et 323 exposants. En 2019, le salon s’étend cette fois sur 9 000 m² et accueille de nouveau environ 18 000 visiteurs, avec une part grandissante du nombre de visiteurs grand public, ainsi que 300 exposants et 150 conférenciers. 
Le déploiement de l'association Laval Virtual se poursuit avec l’émergence d’un nouveau lieu à Laval : le Laval Virtual Center, qui ouvrira ses portes en octobre 2017. Ce centre accueille trois structures distinctes : Clarté, centre de ressources en VR/AR/IA, l'Institut Arts & Métiers qui propose une formation orientée vers la réalité virtuelle, et l'association Laval Virtual. 

## Fonctionnement du salon
Une édition de Laval Virtual dure cinq jours : les trois premiers sont consacrés aux professionnels, les deux derniers ouvrent les portes du salon au grand public. Le salon repose sur trois grands piliers : les exposants, les conférences et les compétitions. L’espace des exposants est réparti dans cinq halls, où les entreprises présentent leurs solutions en matière de technologies immersives. 
Les visiteurs professionnels peuvent aussi assister à des conférences
De plus, les pavillons ReVolution permettent à des acteurs émergents des techniques immersives d’exposer leurs solutions pendant le salon. Ces entrepreneurs sont mis en compétition et répartis en 4 catégories :
- startups : pour les start-ups ;
- expériences : pour les studios de production ;
- research : pour les projets issus de la recherche universitaire ou privée ;
- students : pour les étudiants.

Enfin, Laval Virtual organise pendant le salon les Laval Virtual Awards qui récompensent les meilleurs projets de l’année. 
Les prix issus de ces catégories générales sont remis à l’occasion d’une cérémonie qui a lieu généralement le jeudi soir au Théâtre de Laval, ainsi que ceux récompensant les meilleurs projets issus des compétitions ReVolution, à l’exception du prix #Students qui est annoncé lors de la soirée LV Party qui a lieu le mercredi soir. 

### Laval Virtual Asia
En 2017, le salon s’exporte à l’étranger et propose une édition dans la ville de Qingdao en Chine : le Laval Virtual Asia,. L’initiative est née d’un accord entre l’association Laval Virtual et le gouvernement du district de Laoshan dont Qingdao fait partie. Avec cette initiative, la ville chinoise veut devenir un acteur majeur du secteur des techniques immersives, en décidant d’investir 500 millions d’euros dans le marché.
La première édition a eu lieu du 9 au 11 novembre 2017 et a rassemblé 90 exposants et 4 000 visiteurs professionnels. La deuxième édition, du 17 au 29 septembre 2018, confirme le succès de cette exportation de Laval Virtual en Asie, en attirant 123 exposants venant de 27 pays différents.
La version asiatique de Laval Virtual se déploie sur un espace de 10 000 m². Les deux premiers jours sont réservés aux professionnels et proposent un cycle de conférences thématiques, le dernier jour étant ouvert au grand public.
La troisième édition a lieu du 27 au 29 juin 2019 et propose des cycles de conférences autour des thématiques de l’industrie 4.0, l’entertainment, l’éducation, la 5G et la création de contenus. 

### Festival Recto VRso
En 2018, pour sa 20e édition, Laval Virtual a mis en avant un nouveau domaine : l’art. À cette occasion Recto VRso, le Festival international d’Art et de Réalité Virtuelle, a été créé par l’artiste-chercheuse Judith Guez. Pour la première édition, le thème était « Matière réelle / matière virtuelle ». Lors de cette première édition, 5 000 visiteurs ont assisté au festival. En 2019, le thème de la deuxième édition était « Illusion réelle / illusion virtuelle ». 38 œuvres réalisées par 67 artistes étaient présentées. 
Deux volets composent le festival : l’Art&VR Gallery, une exposition d’une quinzaine d’œuvres artistiques sélectionnées par un jury international à la suite d’un appel à projets. Parmi ces œuvres, l’une d’elles reçoit un prix lors de la cérémonie des Laval Virtual Awards. 
En 2018, l’exposition s’est tenue sur l’esplanade du château de Laval et a rassemblé 14 œuvres et une vingtaine d’artistes : Julio et Juan Le Parc, Catherine Ikam, Louis Fléri, Thomas Muller, Chia-Chi Chiang, Raphaël Isdant, SAINT MACHINE, Pia MYvoLD, Gwendaline Bachini, Chu-Yin Chen, Swann Martinez, Jean-Paul Favand, Elhem Younes, Patrick Appere, Claire Sistach, Julien Lomet, Nicolas Bazoge, Marin Esnault, Denez Thomas, Alice Bossuat, Vincent Meyrueis, Nefeli Georgakopoulo.
En année 2019, l’Art&VR Gallery a été déplacée au Musée des Sciences (Laval). Elle présentait 15 œuvres d’artistes internationaux : David Guez, Bastien Didier, Marie Vilain, Léon Denise, Elie Michel, Samuel Lepoil, Julien Lomet, Marie-Laure Cazin, Akira Nakayasu, Charles Ayats, Jean-Paul Favand, Sandra Paugam, Charles Ayats, Louis Cortes, Célia Betourne, Cédric Plessiet, Collectif Continuum, Sophie Daste, Eric Hao Nguy, Margherita Bergamo, Daniel Gonzalez, Mélodie Mousset, Jürgen Ropp.
Le deuxième volet du festival consiste en un parcours artistique dans la ville de Laval. Plusieurs expositions se tiennent dans des lieux touristiques de la ville, comme le Théâtre, les Bains-douches, le Jardin de la Perrine et le Bateau Lavoir. Cette partie met en avant des projets d’art numérique émergents et hybrides et laisse ainsi part à l’exploration artistique.